# Neil Macdonald
Neil Macdonald (né en 1957) est un journaliste canadien travaillant pour la Société Radio-Canada (CBC). Il est correspondant à l'étranger à Washington (District of Columbia) pour The National. Il est le conjoint de Joyce Napier et le frère de Norm Macdonald,.

## Carrière
Après une formation et un diplôme du Collège Algonquin d'Ottawa, Macdonald travaille à la presse écrite.
En 1988, il commence sa carrière à la Société Radio-Canada comme correspondant parlementaire à Ottawa. Il occupe ce poste environ 10 ans, puis devient correspondant au Moyen-Orient de 1998 à 2003.
À l'automne 2003, Macdonald est impliqué dans une dispute publique avec Leonard Asper (en). Ce dernier accuse Macdonald d'être anti-israélien. Macdonald réplique dans une lettre publiée dans le Globe and Mail, accusant notamment Asper de diffamation,.

## Prix et distinctions
En 2004, Macdonald reçoit un Gemini Award pour son reportage sur la violence politique en Haïti. Il reçoit à nouveau ce prix en 2009 pour sa couverture de la crise financière mondiale débutant en 2007.